# Suhadol, Laško
Suhadol je naselje v Občini Laško.